# William Goodsir-Cullen
William James Goodsir-Cullen  (Firozpur, 29 maart 1907 - Wyoming, 15 juni 1994) was een Indiaas hockeyer. 
Goodsir-Cullen won met de Indiase ploeg de olympische gouden medaille in 1928. Gateley speelde mee in drie wedstrijden.Goodsir-Cullen zijn broer Earnest won in 1936 de olympische titel.

## Resultaten
- 1928  Olympische Zomerspelen in Amsterdam